# Algerische Volleyballnationalmannschaft der Frauen

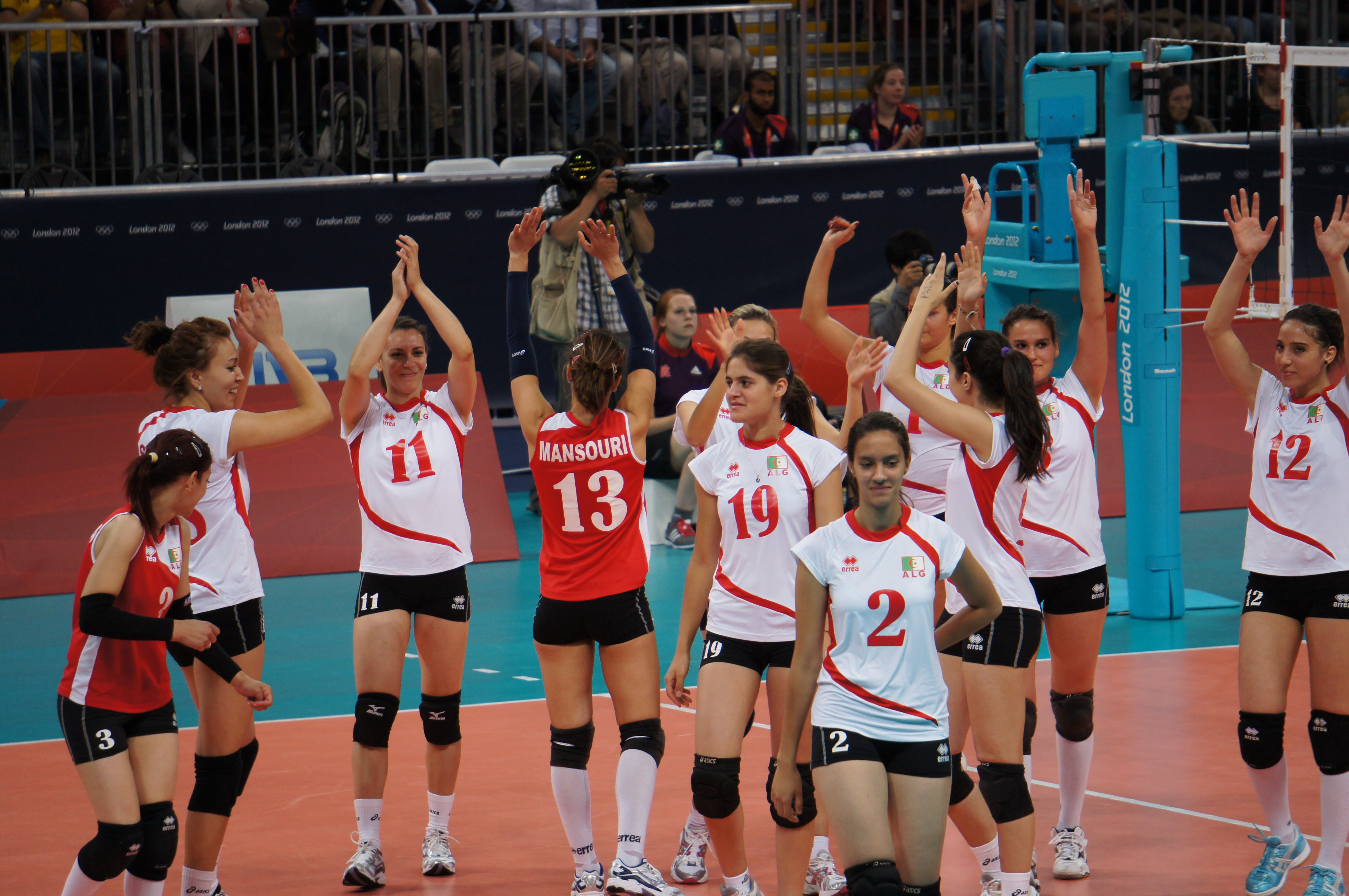
Die Algerische Nationalmannschaft nach dem Vorrundenspiel gegen Japan bei den Olympischen Spielen 2012

Die algerische Volleyballnationalmannschaft der Frauen ist eine Auswahl der besten algerischen Spielerinnen, die die Algerian Volleyball Federation bei internationalen Turnieren und Länderspielen repräsentiert.

## Geschichte

### Weltmeisterschaften
Bei der ersten WM-Teilnahme 2010 in Japan schied Algerien bereits in der Vorrunde sieglos aus.

### Olympische Spiele
2008 in Peking nahm Algerien zum ersten Mal am olympischen Turnier teil, blieb jedoch sieglos und belegte nach dem Aus in der Vorrunde den elften Platz. Auch 2012 in London landete man auf Platz elf.

### Afrikameisterschaften
Von 1991 bis 2001 konnten sich die algerischen Frauen nicht für die Volleyball-Afrikameisterschaft qualifizieren. 2003 wurden sie Vierter und 2007 unterlag Algerien dem Gastgeber Kenia erst im Finale. 2009 wurde Algerien im eigenen Land erstmals Afrikameister, während man 2011 erneut Kenia im Endspiel unterlag.

### Afrikaspiele
Erst ab den dritten Afrikaspielen 1978 in Algier wurde ein Frauenvolleyballturnier ausgerichtet. Die algerischen Frauen konnten vor heimischer Kulisse die Goldmedaille gewinnen. Erst 29 Jahre nach diesem Sieg, 2007 erneut in Algier, war es den Volleyballerinnen möglich, diesen Erfolg noch einmal zu wiederholen. Bei den darauf folgenden Spielen im Jahr 2011 in Maputo verlor die Mannschaft das Endspiel der Afrikaspiele gegen Kamerun und errang Silber.

### World Cup
Algerien belegte 2011 den 11. Platz und 2015 den 12. Platz.

### World Grand Prix
Algerien belegte bei der einzigen Teilnahme 2013 den 20. Platz.